# 岑訥市鎮
岑訥市鎮（丹麥語：Tønder Kommune）是丹麥的一個市鎮，位於日德蘭半島西南部，西臨北海，並包括對開的勒姆島，屬南丹麥大區。面積1,278平方公里，2009年人口40,216人。行政中心为岑訥。
2007年1月1日由原瓦德和另外五個市鎮合併而成。